# Râmnicu Sărat
Râmnicu Sărat (også stavet Rîmnicu Sărat, udtale:ˌrɨmniku səˈrat, tysk: Rümnick eller Rebnick; tyrkisk: Remnik) er en by i distriktet Buzău i Rumænien, i den historiske region Muntenien. Byen har 29.774 (2021) indbyggere. Den blev nævnt første gang i et dokument fra 1439 og ophøjet til municipiu (en) i 1994.
Byen rejser sig fra en sumpet slette øst for Karpaterne og vest for kornlandet i det sydlige Moldavien. Den ligger på venstre bred af floden Râmnicul Sărat. Der udvindes salt og olie i bjergene, og der er en betydelig handel med landbrugsprodukter og kødkonserves.

## Historie
Râmnicu Sărat var skueplads for kampe mellem valakerne og Osmannerne i 1634, 1434 og 1573.
Det var også her, at en hær i den russisk-tyrkiske krig (1787-1792)) i 1789 under det Russiske Kejserrige og det habsburgske monarki, under kommando af Alexander Suvorov, besejrede de osmanniske styrker i Slaget ved Rymnik. For denne sejr blev Suvorov tildelt sejrstitlen "Greve af Rymnik" eller "Rimniksky" (граф Рымникский) af kejserinde Katarina den Store af Rusland.
I 1854 blev byen næsten ødelagt af en brand og blev genopbygget. Fra 1901 til 1963 fungerede Râmnicu Sărat-fængslet i byen.